# Beuvry
Beuvry és un municipi francès situat al departament del Pas de Calais i a la regió dels Alts de França. L'any 2007 tenia 9.031 habitants.

## Demografia

### Població
El 2007 la població de fet de Beuvry era de 9.031 persones. Hi havia 3.602 famílies de les quals 1.118 eren unipersonals (453 homes vivint sols i 665 dones vivint soles), 1.065 parelles sense fills, 1.158 parelles amb fills i 261 famílies monoparentals amb fills.
La població ha evolucionat segons el següent gràfic:
Habitants censats

### Habitatges
El 2007 hi havia 3.877 habitatges, 3.668 eren l'habitatge principal de la família, 22 eren segones residències i 187 estaven desocupats. 3.134 eren cases i 670 eren apartaments. Dels 3.668 habitatges principals, 2.403 estaven ocupats pels seus propietaris, 1.185 estaven llogats i ocupats pels llogaters i 81 estaven cedits a títol gratuït; 250 tenien una cambra, 198 en tenien dues, 421 en tenien tres, 912 en tenien quatre i 1.888 en tenien cinc o més. 2.552 habitatges disposaven pel capbaix d'una plaça de pàrquing. A 1.705 habitatges hi havia un automòbil i a 1.266 n'hi havia dos o més.

### Piràmide de població
La piràmide de població per edats i sexe el 2009 era:
| Homes | Edats   | Dones |
| ----- | ------- | ----- |
| 8     | 95 o +  | 40    |
| 16    | 90 a 94 | 64    |
| 24    | 85 a 89 | 100   |
| 40    | 80 a 84 | 60    |
| 84    | 75 a 79 | 188   |
| 132   | 70 a 74 | 164   |
| 164   | 65 a 69 | 240   |
| 196   | 60 a 64 | 272   |
| 165   | 55 a 59 | 181   |
| 317   | 50 a 54 | 292   |
| 268   | 45 a 49 | 316   |
| 376   | 40 a 44 | 400   |
| 313   | 35 a 39 | 324   |
| 292   | 30 a 34 | 296   |
| 310   | 25 a 29 | 314   |
| 437   | 20 a 24 | 286   |
| 376   | 15 a 19 | 360   |
| 340   | 10 a 14 | 312   |
| 308   | 5 a 9   | 229   |
| 252   | 0 a 4   | 279   |

## Economia
El 2007 la població en edat de treballar era de 5.862 persones, 3.893 eren actives i 1.969 eren inactives. De les 3.893 persones actives 3.300 estaven ocupades (1.844 homes i 1.456 dones) i 593 estaven aturades (312 homes i 281 dones). De les 1.969 persones inactives 591 estaven jubilades, 607 estaven estudiant i 771 estaven classificades com a «altres inactius».

### Ingressos
El 2009 a Beuvry hi havia 3.459 unitats fiscals que integraven 8.675 persones, la mediana anual d'ingressos fiscals per persona era de 15.413 €.

### Activitats econòmiques
Dels 283 establiments que hi havia el 2007, 3 eren d'empreses extractives, 7 d'empreses alimentàries, 1 d'una empresa de fabricació de material elèctric, 1 d'una empresa de fabricació d'elements pel transport, 13 d'empreses de fabricació d'altres productes industrials, 27 d'empreses de construcció, 58 d'empreses de comerç i reparació d'automòbils, 9 d'empreses de transport, 17 d'empreses d'hostatgeria i restauració, 4 d'empreses d'informació i comunicació, 12 d'empreses financeres, 9 d'empreses immobiliàries, 25 d'empreses de serveis, 78 d'entitats de l'administració pública i 19 d'empreses classificades com a «altres activitats de serveis».
Dels 58 establiments de servei als particulars que hi havia el 2009, 1 era una comissaria de policia, 1 oficina d'administració d'Hisenda pública, 1 oficina de correu, 3 oficines bancàries, 2 funeràries, 7 tallers de reparació d'automòbils i de material agrícola, 1 autoescola, 3 paletes, 1 guixaire pintor, 5 fusteries, 8 lampisteries, 6 electricistes, 3 empreses de construcció, 7 perruqueries, 7 restaurants, 1 agència immobiliària i 1 saló de bellesa.
Dels 21 establiments comercials que hi havia el 2009, 3 eren supermercats, 3 botiges de menys de 120 m², 6 fleques, 2 carnisseries, 1 una botiga d'equipament de la llar, 1 una botiga d'electrodomèstics, 1 una botiga de mobles, 1 un drogueria i 3 floristeries.
L'any 2000 a Beuvry hi havia 25 explotacions agrícoles que ocupaven un total de 595 hectàrees.

## Equipaments sanitaris i escolars
El 2009 hi havia 2 hospitals de tractaments de curta durada, 1 un hospital de tractaments de llarga durada, 1 centre de salut, 4 farmàcies i 2 ambulàncies.
El 2009 hi havia 1 escola maternal i 6 escoles elementals. A Beuvry hi havia 1 col·legi d'educació secundària i 1 liceu d'ensenyament general. Als col·legis d'educació secundària hi havia 685 alumnes i als liceus d'ensenyament general 1.114.

## Poblacions més properes
El següent diagrama mostra les poblacions més properes.